# Geolycosa ituricola
Geolycosa ituricola är en spindelart som först beskrevs av Embrik Strand 1913.  Geolycosa ituricola ingår i släktet Geolycosa och familjen vargspindlar. Inga underarter finns listade i Catalogue of Life.